# Williams FW14
El Williams FW14 es un coche de Fórmula 1 diseñado por Adrian Newey, utilizado por el equipo Williams durante las temporadas de Fórmula 1 de 1991 y 1992. El coche fue conducido por Nigel Mansell y Riccardo Patrese.

## Descripción general
El desarrollo del Williams FW14 fue impulsado por el bajo rendimiento del equipo en las temporadas 1989 y 1990 a pesar de ser competitivo. A mediados de 1990, Adrian Newey, un reconocido aerodinámico, se unió al equipo y comenzó a trabajar en el nuevo coche. Newey había diseñado previamente coches rentables y eficientes para March y ahora podía aplicar sus ideas a un proyecto totalmente financiado con Williams. El FW14 tenía un diseño completamente nuevo, excepto el motor, y su prometedor rendimiento fue suficiente para convencer a Nigel Mansell de volver a Williams procedente de Ferrari y retrasar sus planes de retirada.
Impulsado por un motor Renault V10 de 3,5 litros cuyo diseño y desarrollo estuvo dirigido por Bernard Dudot, el coche está considerado uno de los más sofisticados tecnológicamente que han competido en la Fórmula 1. En 1992, el FW14B presentaba transmisión semiautomática, suspensión activa, control de tracción y, durante un breve período, frenos antibloqueo. Con la aerodinámica diseñada por Newey y la suspensión activa inventada por el diseñador y aerodinámico Frank Dernie, el coche estaba muy por delante de sus competidores, como el McLaren MP4/7A, el Ferrari F92A o el Lotus 107, y constituía un paquete potente. El FW14B tuvo tanto éxito que su sucesor (el FW15 inicial), que estuvo disponible a mitad de temporada en 1992, nunca se utilizó.

## Williams FW14

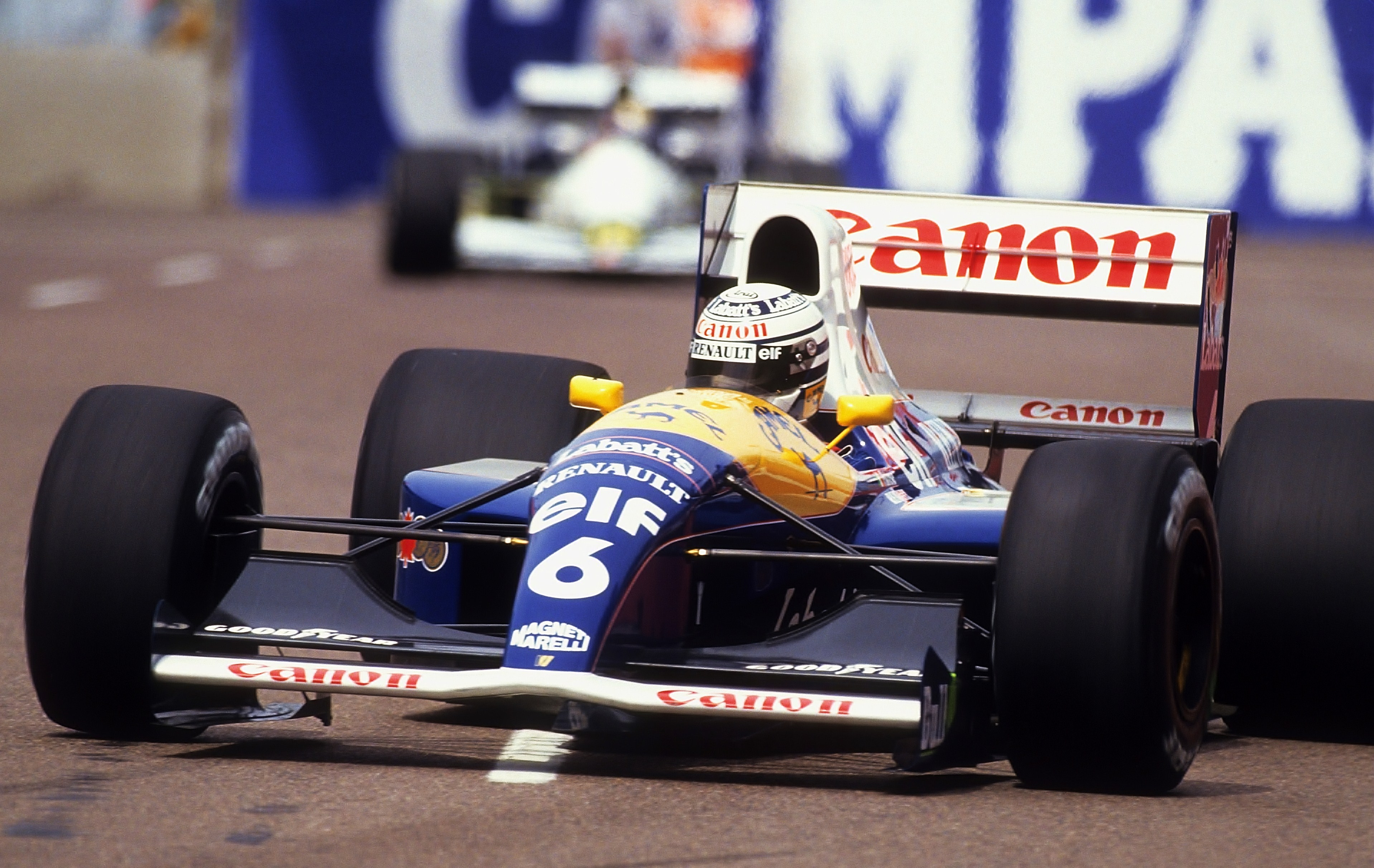
Riccardo Patrese conduciendo el FW14 en el Gran Premio de Estados Unidos de 1991

El FW14 hizo su debut en el Gran Premio de Estados Unidos de 1991. El coche era el más avanzado técnicamente en la competición, pero varias dificultades durante la temporada obstaculizaron el progreso inicial del equipo. Nigel Mansell y Riccardo Patrese lograron 7 victorias entre ellos, pero el campeonato de pilotos se lo llevó Ayrton Senna con el McLaren MP4/6, que tenía mejor fiabilidad.
Williams tuvo el coche más rápido durante el resto de la temporada y proporcionó una racha de buena forma a mitad de temporada tanto para Mansell como para Patrese. Mansell, en particular, tuvo varios retiros debido a la entonces nueva transmisión semiautomática de Williams, y la mayoría de estos retiros ocurrieron mientras estaba en condiciones de ganar carreras. Patrese estuvo impresionante en varias ocasiones y se retiró mientras lideraba dos veces. La confiabilidad superior de McLaren también se manifestó en el Campeonato de Constructores, ya que por poco le arrebataron el título a Williams.

## Williams FW14B

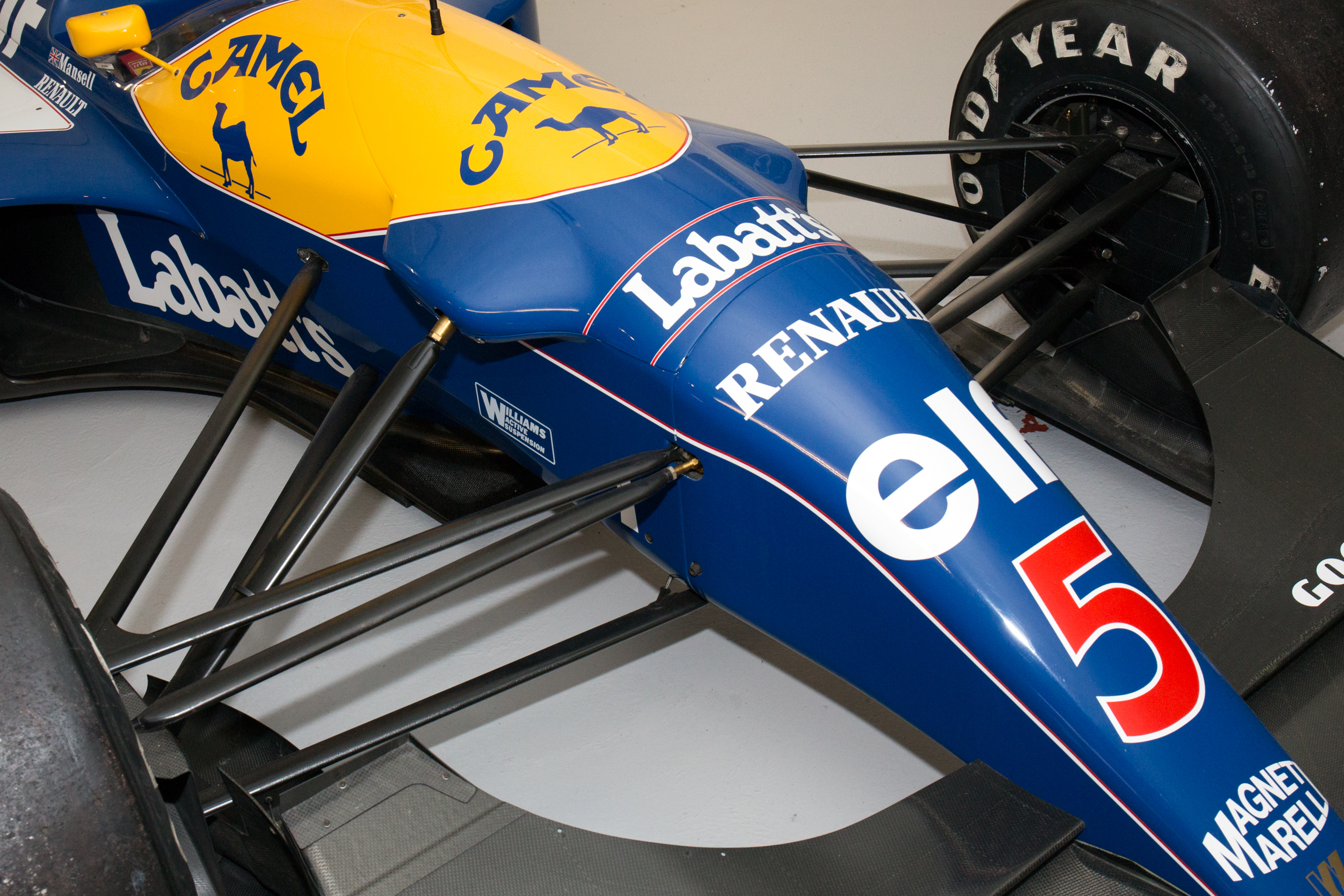
Aunque hay poca diferencia en apariencia entre el FW14 y el FW14B, el FW14B tiene protuberancias en la suspensión delantera en la carrocería debido a la adición del sistema de suspensión activa.

En 1992, después de un mayor trabajo de desarrollo en la caja de cambios y la aerodinámica, se añadió tecnología electrónica como el control de tracción y el sistema de suspensión activa, la especificación B. El FW14, conocido como FW14B, se introdujo para la temporada 1992. El FW14B fue el coche dominante ese año y Mansell concluyó el Campeonato de Pilotos de 1992 con un récord entonces de 9 victorias en una temporada, mientras que Patrese consiguió otra victoria en el Gran Premio de Japón. A Patrese no le gustó tanto el coche como el FW14, ya que prefería la suspensión pasiva en ese chasis, mientras que el mayor nivel de carga aerodinámica generada por el FW14B se adaptaba mucho mejor al estilo de conducción agresivo de Mansell. La principal diferencia visible entre el FW14 y el FW14B eran un par de protuberancias bulbosas sobre las varillas de empuje delanteras de este último, que contenían la tecnología de suspensión activa. El FW14B también presentaba una sección de morro más larga. El coche había estado presente en el Gran Premio de Australia el año anterior, pero Mansell había elegido utilizar el FW14 normal en esa carrera.
El resultado fue que hubo muchas carreras en la temporada de 1992 en las que Mansell y Patrese ganarían 2 segundos por vuelta sobre el resto del pelotón, especialmente en las primeras vueltas, lo que hizo que el FW14B fuera muy superior incluso al siguiente mejor coche, el McLaren MP4/7A. Otro ejemplo del dominio de Williams ese año fue en la clasificación del Gran Premio de Gran Bretaña en Silverstone, donde la vuelta ganadora de la pole de Mansell fue 2 segundos más rápida que la de Patrese, quien a su vez fue un segundo más rápido que el tercer clasificado, Ayrton Senna. Williams fueron claros ganadores del Campeonato de Constructores de 1992, pero la temporada terminó con acritud cuando Mansell dejó el equipo después de que Alain Prost fuera contratado, mientras que Patrese se mudó a Benetton para su temporada de despedida en 1993.
Ambas versiones del FW14 ganaron 17 Grandes Premios, 21 poles y 289 puntos antes de ser reemplazados por el FW15C en 1993. Dado que las regulaciones actuales de la F1 prohíben muchas de las tecnologías utilizadas por el FW14B y el FW15C, estos se consideran entre los monoplazas de carreras tecnológicamente más avanzados que jamás hayan competido en la Fórmula 1.
El 2 de junio de 2017, el equipo Williams F1 celebró sus 40 años en la Fórmula 1 con un día de prensa en el circuito de carreras de Silverstone. El FW14B fue conducido por primera vez desde 1992 durante varias vueltas por Karun Chandhok. El coche dio varias vueltas en solitario al circuito; Luego realizó 3 vueltas acompañando al Williams FW36 2014 conducido por Paul di Resta.
En 2020, se reveló que Sebastian Vettel compró el no. 5 FW14B, el mismo chasis que ganó el título mundial de F1 en 1992.

## Legado cultural
El Williams FW14B aparece en el videojuego F1 2013 como parte del contenido descargable "F1 Classics". En mayo de 2017, Codemasters anunció que el coche aparecerá en F1 2017 como uno de los coches clásicos. También aparece en F1 2018, F1 2019 y F1 2020.
El 5 de julio de 2019, Bonhams vendió el número de chasis Williams FW14B FW14/8 por £ 2,703,000 en una subasta en el Festival de Velocidad de Goodwood de 2019.
El cuatro veces campeón mundial de Fórmula 1 retirado, Sebastian Vettel, condujo el Williams FW14B de Nigel Mansell en el Festival de Velocidad de Goodwood de 2023 junto con el McLaren MP4/8 de Ayrton Senna.

## Resultados
(Clave) (negrita indica pole position) (cursiva indica vuelta rápida)

| Año     | Motor       | Neu. | N.º | Pilotos          | 1   | 2   | 3   | 4   | 5   | 6   | 7   | 8   | 9   | 10  | 11  | 12  | 13  | 14  | 15  | 16  | Puntos | Pos. |
| ------- | ----------- | ---- | --- | ---------------- | --- | --- | --- | --- | --- | --- | --- | --- | --- | --- | --- | --- | --- | --- | --- | --- | ------ | ---- |
| 1991    | Renault V10 | G    |     |                  | USA | BRA | SMR | MON | CAN | MEX | FRA | GBR | GER | HUN | BEL | ITA | POR | ESP | JPN | AUS | 125    | 2.º  |
| 1991    | Renault V10 | G    | 5   | Nigel Mansell    | Ret | Ret | Ret | 2   | 6≠  | 2   | 1   | 1   | 1   | 2   | Ret | 1   | DSQ | 1   | Ret | 2   | 125    | 2.º  |
| 1991    | Renault V10 | G    | 6   | Riccardo Patrese | Ret | 2   | Ret | Ret | 3   | 1   | 5   | Ret | 2   | 3   | 5   | Ret | 1   | 3   | 3   | 5   | 125    | 2.º  |
| 1992    | Renault V10 | G    |     |                  | RSA | MEX | BRA | ESP | SMR | MON | CAN | FRA | GBR | GER | HUN | BEL | ITA | POR | JPN | AUS | 164    | 1.º  |
| 1992    | Renault V10 | G    | 5   | Nigel Mansell    | 1   | 1   | 1   | 1   | 1   | 2   | Ret | 1   | 1   | 1   | 2   | 2   | Ret | 1   | Ret | Ret | 164    | 1.º  |
| 1992    | Renault V10 | G    | 6   | Riccardo Patrese | 2   | 2   | 2   | Ret | 2   | 3   | Ret | 2   | 2   | 8≠  | Ret | 3   | 5   | Ret | 1   | Ret | 164    | 1.º  |
| Fuente: |             |      |     |                  |     |     |     |     |     |     |     |     |     |     |     |     |     |     |     |     |        |      |